# Jean Janssens (cyclisme)
Pour les articles homonymes, voir Jean Janssens (homonymie) et Janssens.
Jean Janssens est un coureur cycliste belge. Il a remporté la médaille de bronze dans la course sur route par équipe aux jeux olympiques de 1920,.

## Palmarès
- 1920
  -  Médaillé de bronze en route par équipe aux Jeux olympiques d'Anvers